# Carrollton (Géorgie)
Pour les articles homonymes, voir Carrollton.
La ville américaine de Carrollton est le siège du comté de Carroll, dans l’État de Géorgie. Lors du recensement de 2010, sa population s’élevait à 24 388 habitants.

## Démographie
| 1880 | 1890  | 1900  | 1910  | 1920  | 1930  |
| ---- | ----- | ----- | ----- | ----- | ----- |
| 926  | 1 451 | 1 998 | 3 297 | 4 363 | 5 052 |

| 1940  | 1950  | 1960   | 1970   | 1980   | 1990   |
| ----- | ----- | ------ | ------ | ------ | ------ |
| 6 214 | 7 753 | 10 973 | 13 520 | 14 078 | 16 029 |

| 2000   | 2010   | - | - | - | - |
| ------ | ------ | - | - | - | - |
| 19 843 | 24 388 | - | - | - | - |

## Source
- (en) Cet article est partiellement ou en totalité issu de l’article de Wikipédia en anglais intitulé « Carrollton, Georgia » (voir la liste des auteurs).